# Молекулярно-пучковая эпитаксия

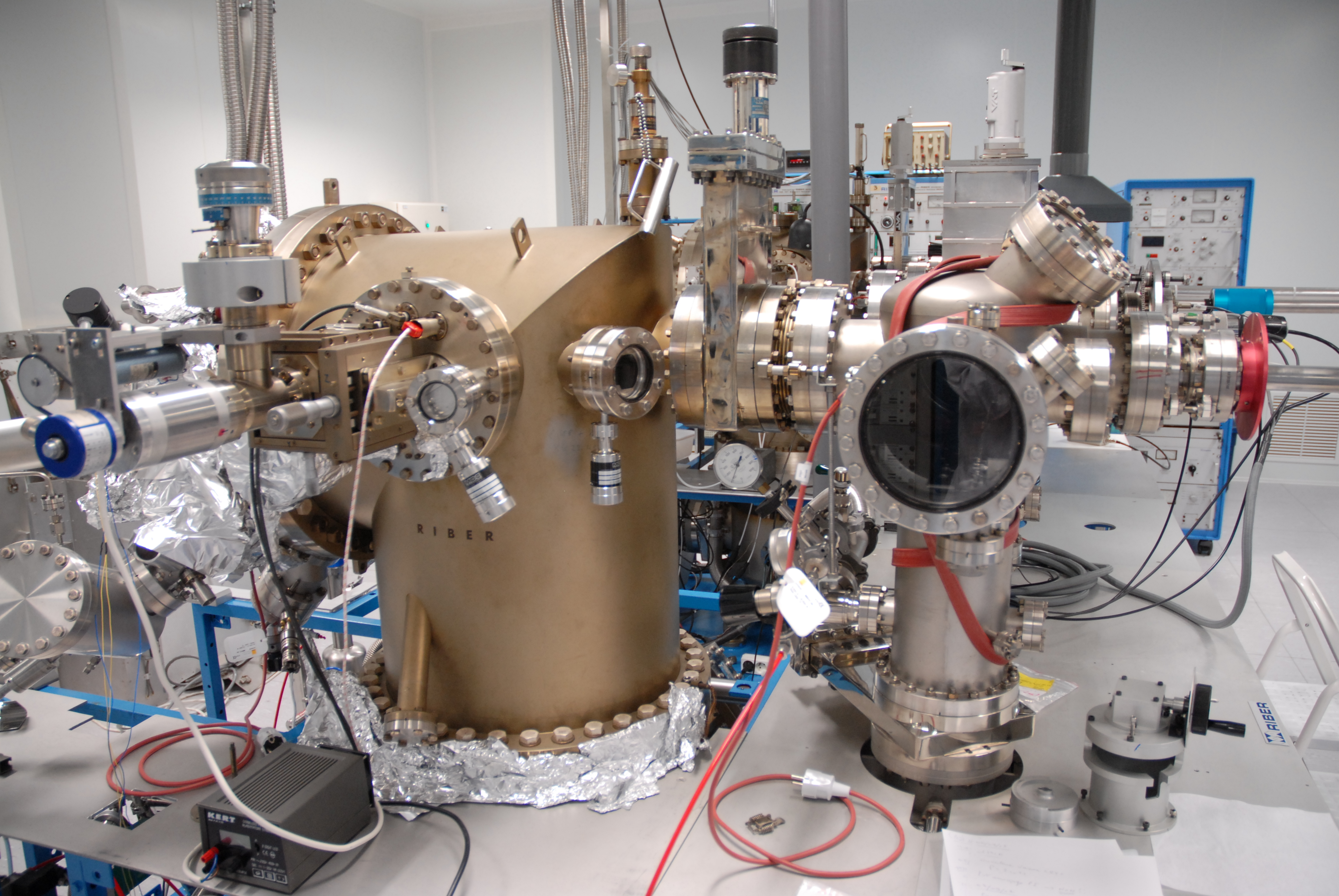
Система молекулярно-пучковой эпитаксии. Видна ростовая камера (слева) и камера загрузки образцов (справа), разделённые заслонкой-шибером.

Молекулярно-пучковая эпитаксия (МПЭ) или молекулярно-лучевая эпитаксия (МЛЭ) — эпитаксиальный рост в условиях сверхвысокого вакуума. Позволяет выращивать гетероструктуры заданной толщины с моноатомно гладкими гетерограницами и с заданным профилем легирования. В установках МПЭ имеется возможность исследовать качество плёнок «in situ» (то есть прямо в ростовой камере во время роста). Для процесса эпитаксии необходимы специальные хорошо очищенные подложки с атомарно-гладкой поверхностью.
Технология молекулярно-пучковой эпитаксии была создана в конце 1960-х годов Дж. Р. Артуром (J. R. Arthur) и Альфредом Чо (Alfred Y. Cho).

## Технология
В основе метода лежит осаждение испарённого в молекулярном источнике вещества на кристаллическую подложку. Несмотря на достаточно простую идею, реализация данной технологии требует чрезвычайно сложных технических решений. Основные требования к установке эпитаксии следующие:
- В рабочей камере установки необходимо поддерживать сверхвысокий вакуум (около 10−8 Па).
- Чистота испаряемых материалов должна достигать 99,999999 %.
- Необходим молекулярный источник, способный испарять тугоплавкие вещества (такие как металлы) с возможностью регулировки плотности потока вещества.

Особенностью эпитаксии является невысокая скорость роста плёнки (обычно менее 1000 нм в час).

## Устройство установки молекулярно-пучковой эпитаксии

### Вакуумная камера
Камера создаётся из нержавеющего сплава высокой чистоты. Для обеспечения вакуума в камере, перед работой её прогревают до высоких температур. При этом происходит дегазация поверхности.
В современных установках могут использоваться несколько соединённых единой транспортной системой камер:
- Рабочая камера, в которой осуществляется рост структуры.
- Загрузочная камера, выполняющая роль шлюза между рабочей камерой и атмосферой.
- Исследовательская камера с приборами.

### Насосы
Форвакуумный насос — производит начальное откачивание газа из установки (до давления около 0,5 Па).
Абсорбционный насос — использует материалы с развитой поверхностью (например, порошок цеолита), которые при сильном охлаждении (жидким азотом) вбирают в себя часть газа из установки.
Магниторазрядный насос — откачка этим насосом производится благодаря наличию в нём распыляемых титановых электродов. Распылённый титан переосаждается на рабочую поверхность насоса, образуя плёнку, которая «прикрывает» попавший на поверхность газ. Используется для достижения сверхвысокого вакуума.

### Манипулятор
Манипулятор (подложкодержатель) используется для крепления подложки, её вращения и нагревания.
Встроенный в манипулятор нагреватель обеспечивает предварительный прогрев образца для очистки его от грязи и сгона защитного слоя окисла. Во время работы нагреватель поддерживает постоянную температуру подложки, при которой происходит миграция адсорбированных атомов (адатомов) осаждаемого вещества по поверхности (диффузия). Тем самым обеспечивается процесс самосборки, то есть формирования атомарно гладких монослоев. Скорость роста определяется потоком вещества на поверхность. При малых потоках получаются очень гладкие плёнки с четкими гетерограницами. Однако из-за длительности процесса повышается вероятность загрязнения поверхности, что приводит к появлению дефектов в итоговой структуре. При большем потоке, монокристаллическая плёнка не растёт, а получается поликристаллическая или аморфная.
Для устранения эффектов неоднородности структур из-за несимметричности молекулярных пучков манипуляторы обычно делаются вращающимися. Однако в этом случае все равно сохраняется радиальная несимметричность, которая, впрочем, может быть частично снижена за счёт нацеливания молекулярных источников не в центр подложки.

### Молекулярные источники
Для испарения необходимых для роста веществ используются молекулярные источники. Они состоят из следующих элементов:
- Тигель из тугоплавкого материала (чистый нитрид бора или графит). От формы тигля зависит форма и однородность молекулярного пучка. В современных источниках используются эффузионные ячейки Кнудсена.
- Нагреватель (намотанная вокруг тигля спираль). Температура нагрева достигает 1900 K.
- Термопара для измерения температуры тигля. От температуры зависит плотность потока вещества в пучке.
- Заслонка перед тиглем. С её помощью можно резко выключать пучок для формирования четких гетерограниц в образце.

Испарённое в тигле вещество в виде пучка попадает на подложку. Благодаря сверхвысокому вакууму молекулы вещества распространяются практически по прямой не испытывая соударения с молекулами газа (то есть длина свободного пробега молекул равна расстоянию от источника до подложки).
В случае использования тугоплавких материалов или веществ с высокой химической активностью используется автотигельный метод испарения. Электронный пучок попадает в вещество и расплавляет небольшой участок. Таким образом вещество само является тиглем. Современные устройства контроля электронного пучка позволяют изменять его направление, фокус, интенсивность и другие параметры с целью получить равномерный атомарный пучок или повысить эффективность расхода материала.
Количество и тип источников определяется используемыми для роста веществами. Например для создания структур GaAs/AlGaAs необходимо три источника: галлий, алюминий и мышьяк. Обычно в установках предусмотрено место для установки нескольких источников (обычно шести), что позволяет реже вскрывать установку для заправки источников веществом.

### Криопанели
Для улучшения вакуума и вымораживания не попавших на подложку молекул испаряемого вещества вокруг манипулятора установлены криопанели — ёмкости, заполненные жидким азотом. Также они используются для разделения молекулярных источников друг от друга по температуре.

### Системы контроля ростовых параметров
- Вакуумметры для измерения давления в камере (датчик Баярда-Альперта).
- Масс-спектрометр для контроля состава молекулярного пучка, состава атмосферы и давления в камере.
- Термопары для измерения температуры образца (не точно, так как термопара не касается подложки- для этого лучше использовать пирометр), тиглей источников.
- Дифракция отражённых быстрых электронов (in-situ метод). Под острым углом пучок электронов отражается от подложки и попадает на флюоресцирующий экран. По картинке на этом экране в реальном времени можно узнать какого качества получается в данный момент слой п/п. Один из самых главных способов определения качества растущей плёнки.

### Автоматизация
Использование управляющих блоков и компьютеров со специальным программным обеспечением позволяет ускорить процессы эпитаксии, упростить установку в обслуживании.

### Подложка
Подложка — диск из монокристаллического кремния, арсенида галлия или другой структуры диаметром 40, 60 или 102 мм.

## Методы диагностики

### Дифракция быстрых электронов на отражение

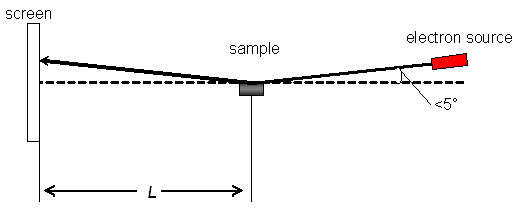
Схема метода дифракции быстрых электронов на отражение.

Дифракция быстрых электронов на отражение (ДБЭ, RHEED, Reflection High Energy Electron Diffraction) — метод, основанный на наблюдении картины дифракции отражённых от поверхности образца электронов.
Этот метод позволяет следить в реальном времени за следующими параметрами роста:
- чистота поверхности (по яркости отражённого сигнала);
- температура образца (по изменению картины дифракции при критических температурах из-за перестройки поверхности);
- ориентация подложки (по направлению полос в дифракционной картине);
- скорость роста (по осцилляции основного рефлекса в ходе роста).

Система состоит из:
- электронной пушки;
- люминесцентного экрана;
- регистрирующей системы.

RHEED

### Оже спектроскопия
AES

## Использование
Метод наиболее часто используется для выращивания полупроводниковых гетероструктур из тройных растворов или четверных растворов основанных на элементах из третьей и пятой группы периодической системы элементов, хотя выращивают и AIIBVI соединения, а также кремний, германий, металлы и т. д.
В России единственным серийным производителем установок МЛЭ является компания ЗАО «НТО» (SemiTEq).

### HEMT

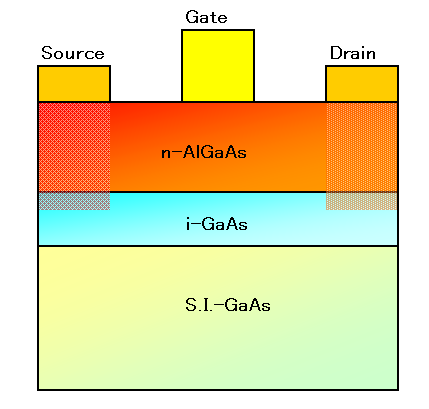
Схема структуры HEMT.

Транзистор с высокой подвижностью электронов (HEMT) — полупроводниковый прибор, одна из разновидностей полевого транзистора. Основные материалы для изготовления HEMT — GaAs и AlGaAs.

### Структуры с пониженной размерностью
МПЭ позволяет получать следующие структуры с пониженной размерностью:
- 0-мерные: квантовые точки;
- 1-мерные: квантовые нити (также называемые «квантовыми проволоками»);
- 2-мерные: квантовые ямы, сверхрешётки, плоские волноводы.

### Псевдоморфные плёнки
Качество выращенных плёнок зависит от согласования постоянных решёток материала и подложки. Причём чем больше рассогласование, тем меньшей толщины можно вырастить бездефектную плёнку. Растущая плёнка старается подстроиться под кристаллическую структуру подложки. Если постоянная решётки растущего материала отличается от постоянной решётки подложки в плёнке возникают напряжения, увеличивающиеся с ростом толщины плёнки. Это может приводить к возникновекнию множества дислокаций на интерфейсе подложка-плёнка, ухудшающих электрофизические свойства материала. Обычно этого избегают. Например, идеальная пара соединений GaAs и тройной раствор AlGaAs очень часто используется для производства структур с двумерным электронным газом. Для получения квантовых точек (InAs) используется явление самоорганизации, когда выращивают пару монослоёв InAs-плёнки на GaAs-подлоджке, а так как рассогласования объёмных постоянных решёток достигает 7 % данная плёнка рвётся и InAs собирается в островки, которые и называются из-за своих размеров квантовыми точками.

### Другие наноструктуры
К примеру используя селективный рост, можно вырастить нанопроволку на краю подложки с заранее выращенной гетероструктурой.

### Лазеры
Можно вырастить структуру для лазера на двойной гетероструктуре. Зеркала в таких структурах представляют собой периодическую гетероструктуру с переменным коэффициентом преломления (диэлектрические зеркала), выращиваются с прецизионной точностью по толщине.

## Преимущества и недостатки метода
Основное преимущество метода — возможность создания уникальных наноструктур с очень высокой чистотой, однородностью и малым количеством дефектов. К недостаткам метода можно отнести высокую цену оборудования и исходных материалов, малую скорость роста, сложность поддержания высокого вакуума.

## О названии
Следует заметить, что термин «молекулярно-лучевая эпитаксия» является неточным переводом английского эквивалента molecular beam epitaxy. В русскоязычной научной литературе часто встречается и другое название «молекулярно-пучковая эпитаксия».